# Iglesia de San Nicolás de Bari (Cuenca)
La iglesia de San Nicolás de Bari localizada en Cuenca (España) parece que ya estaba construida en el siglo XV, aunque arquitectónicamente hablando, su estructura no se asemeja a las edificaciones típicamente renacentistas propias de este siglo. Su estructura original consistía en una planta rectangular con ábside de piedra en su cabecera (ábside que en la actualidad ha quedado sepultado bajo las viviendas que se han construido adosadas a la iglesia), estructura que está más cerca de los planteamientos de la arquitectura románica que de la renacentista. Así como la orientación hacia el sur de su fachada principal típico también de las iglesias románicas.

## Descripción
La iglesia está construida a base de muros de mampostería ordinaria, con revestimiento de mortero, y se encuentra reforzada en sus esquinas por sillería.
El inmueble tiene tres fachadas muy sencillas. La principal, en la plaza de San Nicolás, contiene la puerta de acceso a la iglesia, compuesta por un arco apuntado con moldura, sostenido por pilastras adosadas, con un sencillo capitel. Sobre el arco de la portada un óculo recercado con moldura. La torre, adosada a la iglesia, tiene planta rectangular y está formada por dos cuerpos: El inferior, construido a base de mampostería revestida de mortero y reforzado en las esquinas por sillares, y el cuerpo superior, todo de sillería, que remata por una cornisa de piedra y alero. La cubierta de la torre es de teja a cuatro aguas.
La iglesia es de una sola nave, dividida en tres cuerpos. Separando cada uno de los tramos se encuentran pilastras adosadas, rematadas por entablamento, sobre las que descansan arcos de medio punto. La bóveda del templo es de medio cañón con lunetos.
En el primer cuerpo se encuentra el Altar Mayor, en el que hallamos una imagen del santo supuestamente enterrado en Italia, y unos nichos de mármol rojo a ambos lados del mismo. En el lado derecho del Altar hay una puerta, por la que se llega a unas escaleras, de bella factura, realizadas en piedra y con forma helicoidal, que dan acceso a la campana de la torre.
Abre los lunes cuando se celebran dos misas en el templo, una por la mañana y otra por la tarde.